# Пога (Ленинградская область)
Пога — деревня в Янегском сельском поселении Лодейнопольского района Ленинградской области.

## История
В конце XIX — начале XX века деревня Пога административно относилась к Неккульской волости 2-го стана Олонецкого уезда Олонецкой губернии.
С 1 марта 1917-го по 31 августа 1920 года её части — деревни Карельская и Чурова Гора, входили в состав Луначарской волости Олонецкого уезда.
С сентября 1920 года — в составе Кондушского сельсовета Луначарской волости Лодейнопольского уезда.
С сентября 1922 года — в составе Петроградской (Ленинградской) губернии.
По данным 1927 года население деревни Карельская составляло 151 человек, деревни Чурова Гора — 113 человек.
С ноября 1928 года — в составе Карельского сельсовета Лодейнопольского района.
Согласно карте Ленинградской области Северо-западного аэрогеодезического треста ГГУ издания 1932 года деревня насчитывала 47 крестьянских дворов.

Деревня Пога (Карельская, Лутково, Филипповская, Чурова Гора) на карте 1932 года

По данным 1933 года селение Пога, состоящее из деревень: Карельская, Лутково, Филипповская и Чурова Гора, входило в состав Карельского национального сельсовета Лодейнопольского района.
С 1 сентября 1941 года по 31 мая 1944 года — финская оккупация.
С июня 1954 года — в составе Андреевщинского сельсовета.
По данным 1958 года население деревни Карельская составляло 35 человек, деревни Чурова Гора — 34 человека.
По данным 1966, 1973 и 1990 годов единая деревня Пога также входила в состав Андреевщинского сельсовета.
В 1997 году в деревне Пога Андреевщинской волости проживали 22 человека, в 2002 году — 35 человек (русские — 66 %, карелы — 34 %).
В 2007 году в деревне Пога Янегского СП проживали 13 человек, в 2010 году — 16 человек.

## География
Деревня расположена в северной части района на автодороге 41К-641 (Подъезд к деревне Пога).
Расстояние до административного центра поселения — 30 км.
Расстояние до ближайшей железнодорожной станции Лодейное Поле — 15 км.

## Демография
| 1997 | 2007 | 2010 | 2014 | 2017 |
| ---- | ---- | ---- | ---- | ---- |
| 22   | ↘13  | ↗16  | ↗20  | ↗21  |

### Национальный состав
Согласно данным Всероссийской переписи населения 2021 года в деревне проживали 12 человек, из них:
 русские — 11, карелы — 1 человек.